# さみしがり屋の言葉達
「さみしがり屋の言葉達」（さみしがりやのことばたち）は、日本のシンガーソングライター、安藤裕子の4枚目のシングルである。2005年10月5日発売。発売元はavex trax。

## 概要
- 「さみしがり屋の言葉達」は安藤本人が出演していた、HITACHIauW32HCMソング。

- PV監督は児玉裕一。

## 収録曲
1. さみしがり屋の言葉達[5:32]
作詞：安藤裕子／作曲：宮川弾／編曲：山本隆二
2. MONDAY BABY.[3:45]
作詞・作曲：安藤裕子／編曲：山本隆二
3. さみしがり屋の言葉達 (inst.)[5:32]
4. MONDAY BABY. (inst.)[3:47]

## 収録アルバム
- オリジナル『Merry Andrew』（2006年1月25日）
- ベスト『THE BEST '03〜'09』（2009年4月15日）